# O pensamento selvagem
O pensamento selvagem (La pensée sauvage) é um livro do antropólogo Claude Lévi-Strauss publicado em 1962 pela editora Plon em Paris.
Esse antropólogo, criador do método estrutural, estudou os povos ditos primitivos, contestando o racismo e a noção de primitivo, e comparou etnografias realizadas em todos os continentes.Talvez a sua  principal contribuição seja sua demonstrável constatação de que os chamados selvagens não são atrasados, "menos evoluídos", selvagens nem primitivos, apenas operam de modo distinto da nossa civilização ocidental, com o que a antropologia convencionou denominar pensamento mítico-religioso ou magia.  Lévi-Strauss nos demonstra que o pensamento mítico em termos de operações mentais é comparável ao pensamento científico, diferindo quanto à questões do determinismo causal, global e integral para o primeiro e em níveis distintos, não aplicáveis uns aos outros, no pensamento científico. (Levi-Strauss o.c. p.31-32) 
Ou melhor o “pensamento em estado selvagem” o mito, enquanto arte (narrativa, bricolagem) ou em suas relações com a ciência e a atividade classificatória em termos das possibilidades formais devem ser considerados como uma pré-condição da linguagem, antes de o tomarmos esta última como a particularidade da espécie humana. 
O mito e o rito, escreve Lévi-Strauss, não são simples lendas fabulosas, mas uma organização da realidade a partir da experiência sensível enquanto tal. Para explicar a composição do mito, organiza três características principais: função explicativa, o presente é explicado por alguma ação passada cujos efeitos permaneceram no tempo; função organizativa, o mito organiza as relações sociais (de parentesco, de alianças, de trocas, de sexo, de identidade, de poder, etc.)  de modo a legitimar e garantir a permanência de um sistema complexo de proibições e permissões; e, por fim, uma função compensatória, o mito narra uma situação passada, que é a negação do presente e que serve tanto para compensar os humanos de alguma perda como para garantir-lhes que um erro passado foi corrigido no presente, de modo a oferecer uma visão estabilizada e regularizada da natureza e da vida comunitária.

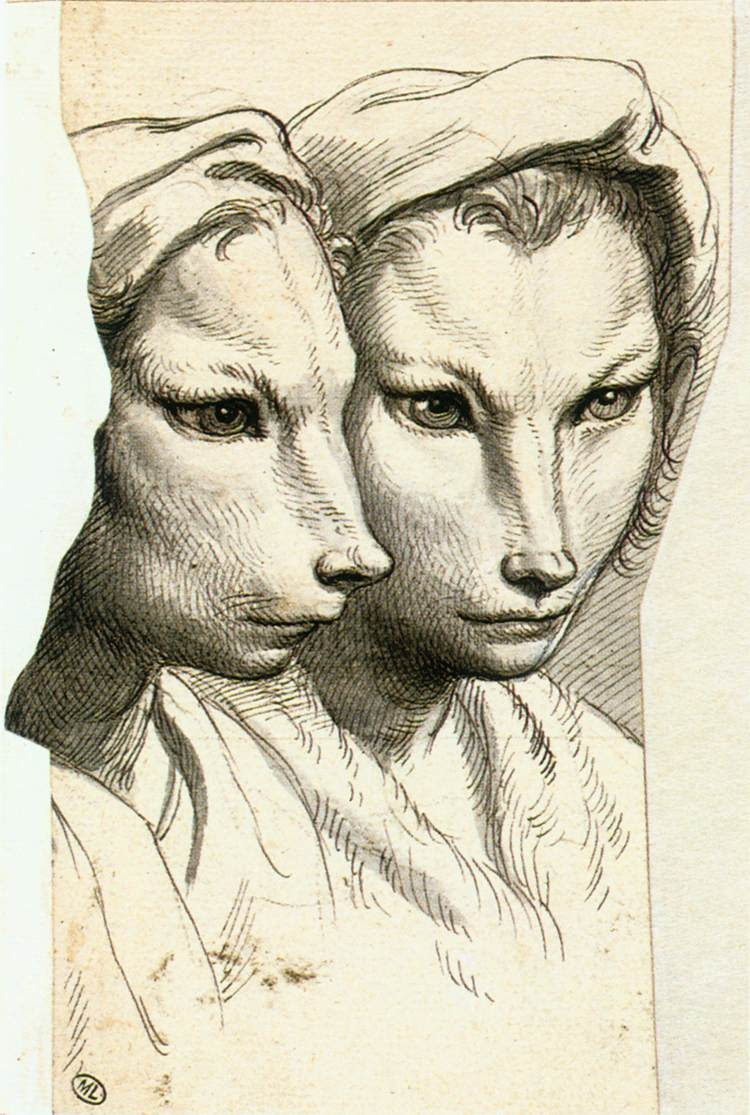
O reverso do totemismo, o homem naturalizado. Ilustração de Charles Le Brun utilizada no livro

Segundo Viveiros de Castro, antes de limitar-se à uma interpretação de mitos Levi-Strauss, em alguns de seus livros, analisa as disposições universais do pensamento humano: ameríndio, europeu, asiático ou qualquer outro. Em suas palavras: O “pensamento selvagem” não é o pensamento dos “selvagens” ou dos “primitivos” (em oposição ao “pensamento ocidental”), mas o pensamento em estado selvagem, isto é, o pensamento humano em seu livre exercício, um exercício ainda não-domesticado em vista da obtenção de um rendimento. O pensamento selvagem não se opõe ao pensamento científico como duas formas ou duas lógicas mutuamente exclusivas. Sua relação é, antes, uma relação entre gênero (o pensamento selvagem) e espécie (o pensamento científico). Ambas as formas de pensamento se utilizam dos mesmos recursos cognitivos; o que as distingue é, diz Lévi-Strauss, o nível do real ao qual eles se aplicam: o nível das propriedades sensíveis (caso do pensamento selvagem), e o nível das propriedades abstratas (caso do pensamento científico).

## O livro
Subdividido em 9 capítulos com um apêndice sobre a planta, Pansy (Pensée des champs / Viola tricolor, amor perfeito entre nós)  homônima ao nome do livro em francês, Pensée sauvage, esse livro instaura uma nova perspectiva de análise dos mitos e sistemas de  classificações de objetos, plantas, animais dos povos considerados primitivos.  É um livro que se contrapõe segundo seu autor às clássicas definições do totemismo em etnologia. Tem com referencial o seu livro anterior “O totemismo hoje” (Le totémisme aujourd’hui. PU, Paris, 1962), as contribuições de Maurice Merleau-Ponty, a quem o livro é dedicado em memória e Jean Paul Sartre sem buscar uma oposição entre ambos conforme revela no seu prefácio da obra.
O professor brasileiro Eduardo Viveiros de Castro acredita que ao elaborar o conceito básico de" pensamento selvagem " Lévi-Strauss mostrou que a ciência, filosofia, arte, religião, mitologia, magia etc. constituem  na realidade em um único eixo, que é, o conhecimento humano
Assim subdivide-se o livro:
1 – A ciência do concreto

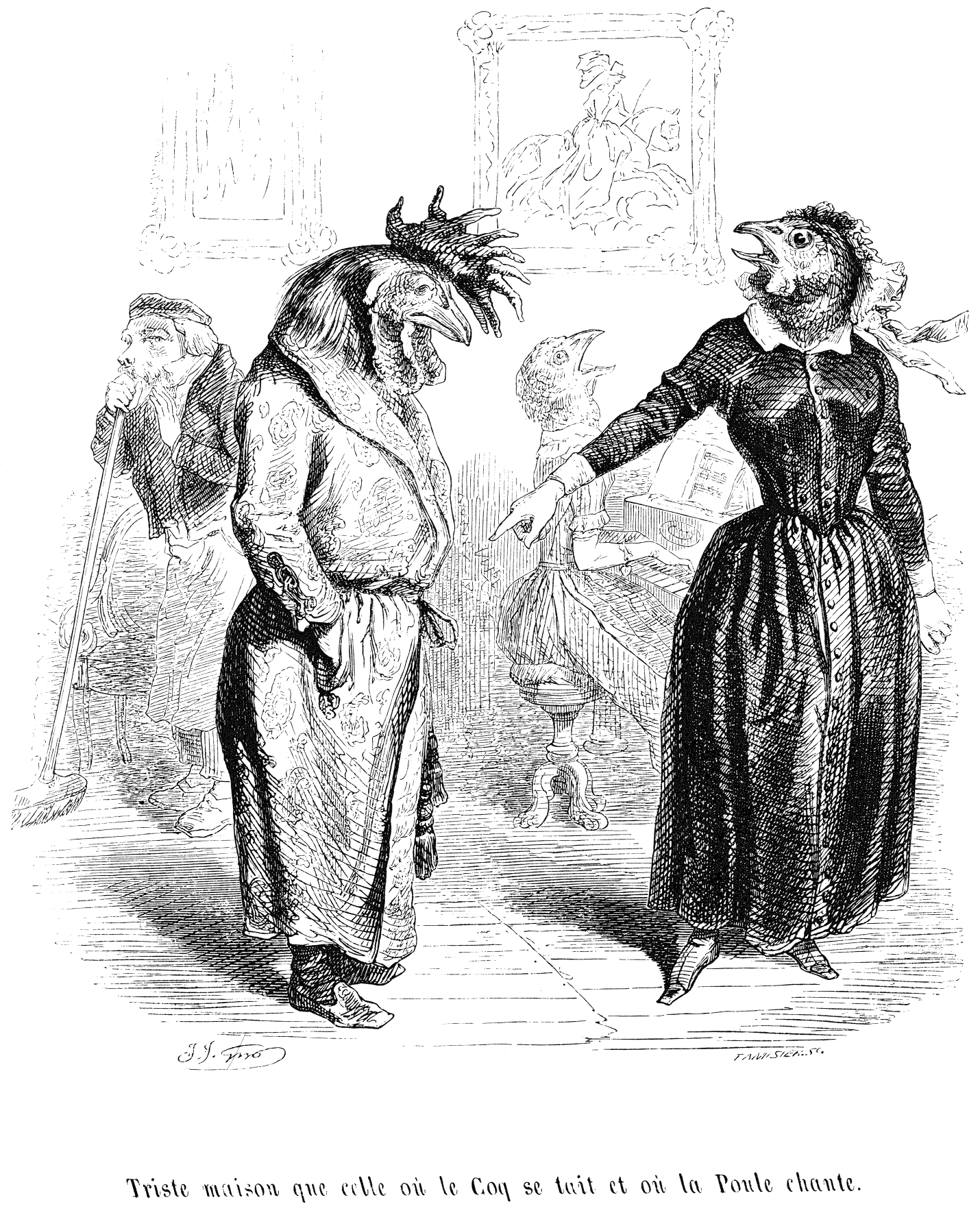
O reverso do totemismo. A natureza humanizada. Ilustrações de Grandville (Jean-Ignace-Isidore Gérard,) utilizadas no livro

2 – A lógica das classificações totêmicas
3 – Os sistemas de transformações
4 – Totem e casta
5 – Categorias, elementos, espécies, números
6 – Universalização e particularização
7 – O indivíduo como espécie
8 – O tempo redescoberto
9 – História e dialética

## Epigrafe
" Nada se compara no mundo aos Selvagens, aos camponeses e aos provincianos, para estudarem, a fundo, em todos os sentidos, o que lhes diz respeito; eis porque, quando passam do Pensamento ao Fato, encontrais tudo completo. "
" Il n'y a rien au monde que les Sauvages, les paysans et les gens de province pour étudier à fond leurs affaires dans tous les sens; aussi quand ils arrivent de la Pensée au Fait, trouvez vous les choses complètes. "  (Honoré de Balzac, Le Cabinet des Antiques)

## Ligações externas

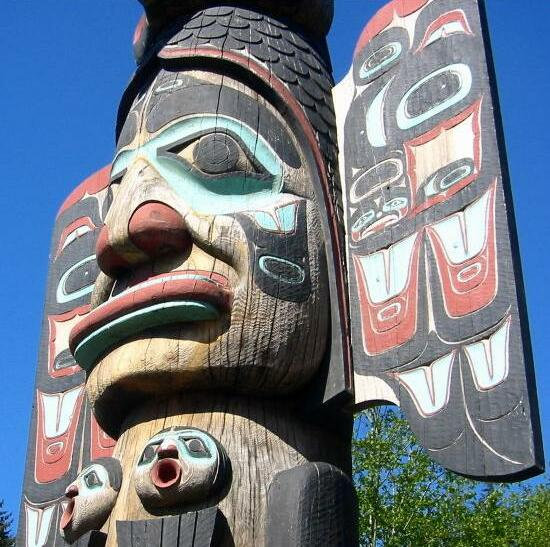
Totem Tlingit (Civilizaçao Nadene)